# أولابريان موييوا
أولابريان موييوا (بالإنجليزية: Olabiran Muyiwa)‏ هو لاعب كرة قدم نيجيري يلعب في مركز المهاجم أو خط الوسط في نادي أولومبيك دونيتسك على سبيل الإعارة.

## روابط خارجية
- أولابريان موييوا على موقع قاعدة بيانات كرة القدم.إي يو (الإنجليزية)
- أولابريان موييوا على موقع Soccerway.com (الإنجليزية)